# Rydboholm kraftverk
Rydboholms kraftverk är ett vattenkraftverk i Rydboholm, Sverige. Det använder vatten från Viskan. Kraftverket byggde 1943–1945 i syfte att försörja den närliggande textilindustrin med el. Den ursprungliga turbinen används fortfarande..